# Dismenorrea
La dismenorrea (del griego dys-: dificultad, (em)mēn(a): menstruación, y rhoíā: flujo) es una menstruación dolorosa. Se define como la presencia de cólicos dolorosos en la zona pélvica durante el periodo de la menstruación, que pueden ser fuertes o agudos e intermitentes.
Representa la causa más frecuente de dolor pélvico y la primera causa de morbilidad ginecológica.

## Sintomatología
Los síntomas pueden ser diversos:
- Dolor pélvico o abdominal
- Dolor en la parte baja de la espalda (a la altura de los riñones)
- Calambre en las piernas
- Dolor de cabeza
- Sudoración profusa
- Irritabilidad

Algo de dolor durante la menstruación es normal, pero una gran cantidad de dolor no lo es. Si el dolor no disminuye con analgésicos, es incapacitante y hace que sea difícil llevar a cabo actividades académicas, domésticas y laborales normales por algunos días durante cada ciclo menstrual.
Los síntomas secundarios incluyen: 
- Dolor pélvico o abdominal intenso
- Náuseas
- Mareos
- Vómitos
- Desmayos
- Fatiga
- Depresión y ansiedad

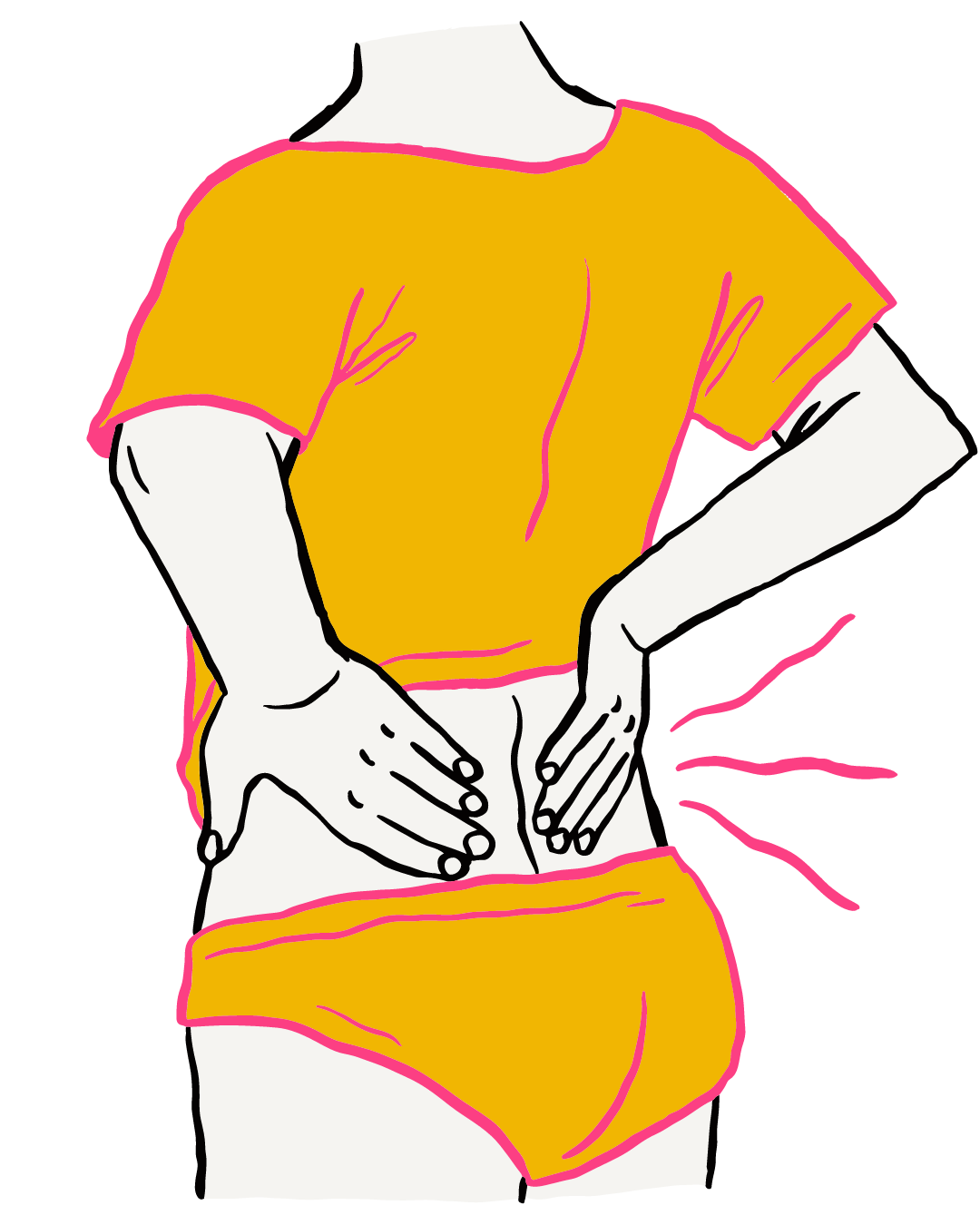
Dolor de espalda baja provocado por dismenorrea

En algunos casos, además de los síntomas, se expulsan durante la regla coágulos de sangre o moldes endometriales.

## Causas

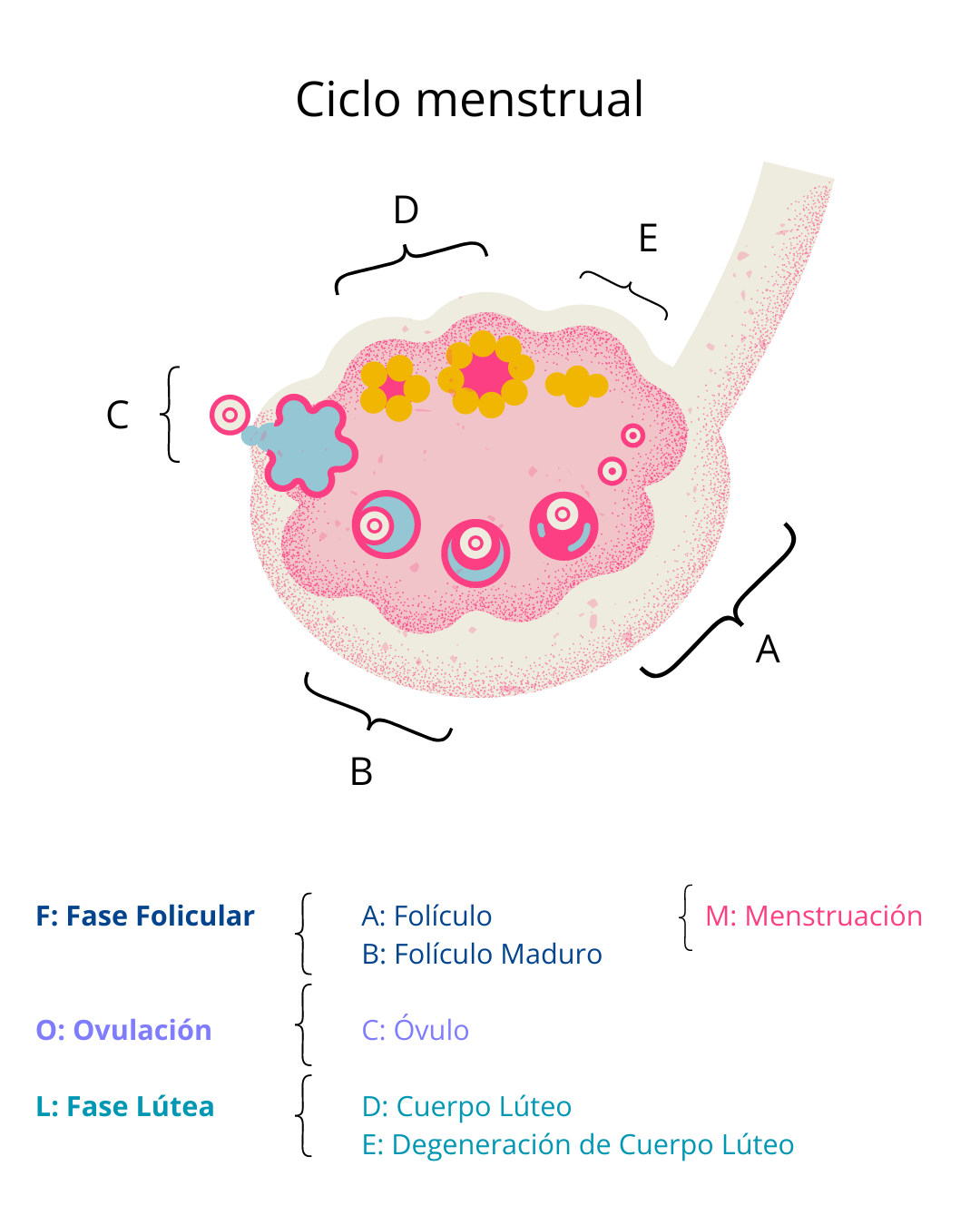
Ciclo Menstrual

Al momento en que da inicio la menstruación el endometrio se descama y las células endometriales liberan prostaglandinas, que estimulan la contracción del miometrio. Las pacientes con dismenorrea severa tienen niveles más altos de prostaglandinas en el líquido menstrual los cuales son más altos durante los primeros dos días de la menstruación.

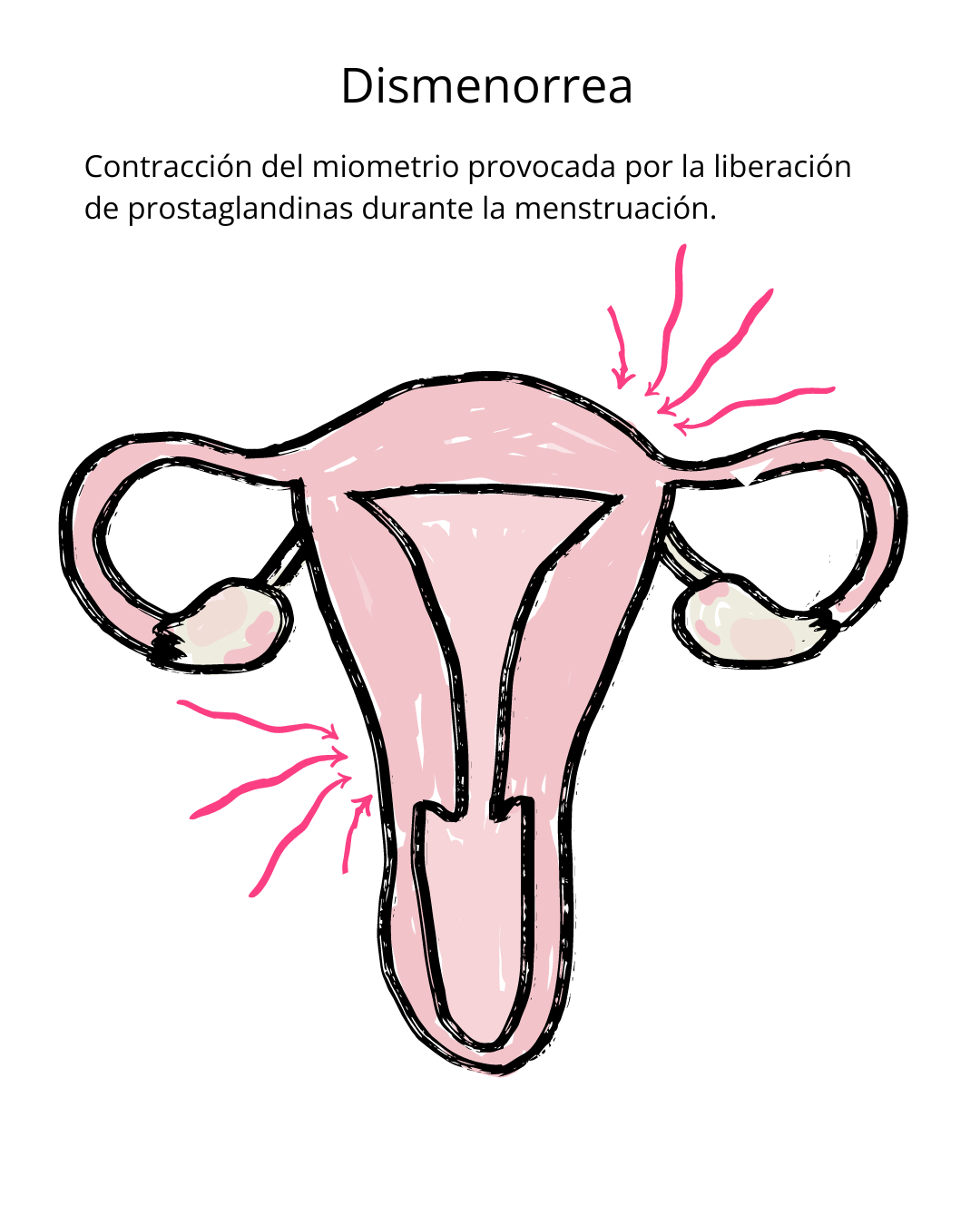
Contracción del miometrio

Hay dos tipos de dismenorrea: 

### Dismenorrea primaria
Es el tipo más común de dismenorrea. Es el dolor menstrual que no es causado por otra afección, sino por las postaglandinas que hacen que los músculos del útero se contraigan y relajen, lo que provoca calambres.
La dismenorrea primaria, inicia típicamente de 6 a 12 meses después de que se presenta la menarca (primera menstruación) aunque puede reconocerse hasta 3 años después de ella. Inicia cuando los ciclos menstruales se hacen ovulatorios.
El dolor puede comenzar uno o dos días antes del período. Normalmente, dura unos pocos días, aunque en algunas mujeres, puede durar más tiempo.
Es frecuente que a medida que se envejece, se experimente menos dolor.

### Dismenorrea secundaria
A menudo comienza más tarde en la vida y llega a ser incapacitante.
Es causada por enfermedades que afectan al útero u otros órganos reproductivos, como la endometriosis,  seguida por síndrome de ovario poliquístico, adenomiosis, fibroides uterinos o miomas. Es común que este tipo de dolor a menudo empeore con el tiempo. Puede comenzar antes de que empiece el periodo, y continuar hasta después de que termine.
Las causas menos comunes incluyen malformaciones congénitas (p. ej., el útero bicorne, útero subseptado, tabique vaginal transverso), quistes ováricos y tumores, enfermedad inflamatoria pelviana, congestión pelviana, adherencias intrauterinas y dispositivos intrauterinos (DIU), particularmente de cobre.

Cuadro comparativo de la dismenorrea primaria y secundaria:

## Mitos
Hasta hace muy poco tiempo, muchos libros de medicina explicaban la dismenorrea como resultado de problemas emocionales o psicosociales, como la ansiedad, el estrés, la inestabilidad emocional, una percepción distorsionada del sexo y la menstruación, o la influencia de la visión y comprensión de la madre o familiares sobre este proceso. Sin embargo, investigaciones clínicas y experimentales han demostrado que la causa fisiológica de la dismenorrea está relacionada con la producción de prostaglandinas en el útero.

## Magnitud
La severidad de la dismenorrea puede medirse según el grado de dolor menstrual, presencia de síntomas sistémicos e impacto en las actividades diarias. 
- Grado 0: Menstruación no dolorosa y la actividad diaria no se encuentra afectada.

- Grado 1: Menstruación dolorosa, pero rara vez inhibe la actividad normal, los analgésicos son rara vez requeridos, el dolor es leve.

- Grado 2: Actividad diaria afectada, los analgésicos son requeridos y dan suficiente alivio para poder realizar actividades diarias, el dolor es moderado.

- Grado 3: Actividad diaria claramente inhibida, pobre efecto de los analgésicos, insomnio, dolor de pechos, acné, síntomas vegetativos (cefalea, fatiga, náuseas, y diarrea), taquicardia, sofocos, mareos, dolor en la parte baja de la espalda, pesadez en las piernas, somnolencia, irritabilidad, depresión, sensibilidad emocional y lloros, hinchazón, el dolor de vientre es severo. Expulsión de coágulos de sangre o moldes endometriales.

- Grado 4: Los síntomas del grado 3 a los que se suman alucinaciones, náuseas y vómitos.

Esta guía puede ser útil para comunicar el dolor a seres queridos o profesionales de salud y llevar un registro mensual de síntomas. 

## Tratamiento
Siempre se debe consultar a un profesional de salud para explorar un tratamiento médico o quirúrgico.

### Tratamientos alternativos
Muchas personas optan inicialmente por una solución natural para su dismenorrea, o lo hacen como alternativa cuando el tratamiento médico o quirúrgico no les ha proporcionado alivio.
Entre el 10% y el 20% de las pacientes con dismenorrea no responden al tratamiento médico con AINEs o terapias hormonales, y algunas personas no toleran estos enfoques.
Tratamientos alternativos incluyen:
- Herbolaria y suplementos dietéticos
- Dieta antiinflamatoria
- Ejercicio de bajo impacto

Para disminuir los síntomas se aconseja realizar ejercicio de forma regular (con un paseo cada dos días es suficiente), disminuir el consumo de tabaco, alcohol y cafeína, aplicar calor a la zona y tomar más líquidos (agua ) y consumir verdura como fuente de hierro y potasio. 

## Impacto
Las diferencias entre las influencias étnicas y culturales en la dismenorrea no están del todo claras. Aunque las mujeres afroamericanas y caucásicas parecen presentar una prevalencia similar de la condición, las afroamericanas muestran una tasa más alta de ausentismo escolar, incluso después de ajustar por nivel socioeconómico. De hecho, la tasa de ausentismo es tres veces mayor en mujeres hispanas (42%) en comparación con las afroamericanas y caucásicas (14%), lo que significa que 2 de cada 5 mujeres hispanas faltan a sus actividades escolares.